# Ptilinopus coralensis
El tilopo de Tuamotu o tilopo de atolón (Ptilinopus coralensis) es una especie de ave  columbiforme de la familia Columbidae endémica del archipiélago Tuamotu, en la Polinesia Francesa. Su hábitat natural son los bosques tropicales isleños, aunque también vive en las plantaciones. Está amenazado por la pérdida de hábitat.

## Distribución y población
Esta paloma se encuentra en las islas del Archipiélago Tuamotu, excepto Makatea, perteneciente a la Polinesia francesa. En un estudio de 1999 se descubrió que era poco común en cinco de las ocho islas visitadas, pero otros han encontrado que es abundante en algunos atolones que han permanecido libres de los estragos de los depredadores introducidos.

## Ecología
Este tilopo es la única paloma del Pacífico tropical que se ha adaptado exclusivamente a los atolones de coral. También vive en bosques y plantaciones de cocos abandonadas. Se alimenta principalmente de insectos y semillas, generalmente en el suelo. Esta especie también come las hojas de los árboles "tafano" o "kahaia" (Guettarda speciosa) con flores olorosas.

## Amenazas
Se encuentra amenazada por la depredación por las ratas que han establecido las colonias en un pequeño número de islas donde viven. La especie también es vulnerable a la destrucción del hábitat debido a la deforestación y a la destrucción de viejas plantaciones de cocos abandonadas. La especie es bastante mansa y es rara en áreas habitadas haciendo de la caza una posible amenaza.